# Letònia als Jocs Paralímpics
Letònia als Jocs Paralímpics, va fer el seu debut als Jocs Paralímpics de Barcelona 1992, -després de la seva independència de la Unió Soviètica- amb una delegació de dos atletes (Armands Lizbovskis i Aldis Supulnieks) a pista i camp. Després va enviar a Supulnieks com el seu únic representant als Jocs Paralímpics de l'hivern de 1994, on va competir en esquí de fons. Letònia ha participat en totes les edicions posteriors dels Jocs Paralímpics d'estiu, però no als Jocs de l'hivern de 1998 i 2002, que torna a participar amb una delegació d'un sol home el 2006, abans d'estar absent novament el 2010.
Els letons han guanyat un total de nou medalles paralímpiques: dos d'or, tres de plata i dos de bronze. Totes aquestes medalles van ser guanyades als Jocs d'estiu, i totes en pista i camp.

## Medaller

### Jocs Paralímpics d'estiu
| Event                            | Or | Plata | Bronze | Total | Ranking |
| Jocs Paralímpics d'estiu de 1992 | 0  | 0     | 0      | 0     | -       |
| Jocs Paralímpics d'estiu de 1996 | 0  | 0     | 0      | 0     | -       |
| Jocs Paralímpics d'estiu de 2000 | 0  | 0     | 3      | 3     | 63      |
| Jocs Paralímpics d'estiu de 2004 | 1  | 1     | 1      | 3     | 52      |
| Jocs Paralímpics d'estiu de 2008 | 1  | 2     | 0      | 3     | 45      |
| Jocs Paralímpics d'estiu de 2012 | 1  | 1     | 0      | 2     | 47      |

### Jocs Paralímpics de l'hivern
| Event                                | Or | Plata | Bronze | Total | Ranking |
| Jocs Paralímpics de l'hivern de 1994 | 0  | 0     | 0      | 0     | -       |
| Jocs Paralímpics de l'hivern de 2006 | 0  | 0     | 0      | 0     | -       |